# 사타정
사타정(일본어: 佐多町)은 일본 가고시마현 오스미 반도 의 남단에 있던 정으로 기모쓰키군에 속했다. 2005년 3월 31일에, 네지메정과 대등합병해 미나미오스미정이 되어 자치체로서의 네지메정은 소멸하였다.

## 지리
오스미 반도의 남단에 위치하고 있으며, 남단부에는 일본 본토 최남단인 사타 곶이 있다. 마을의 북쪽에는 이나오봉, 기바봉 등이 있고 해안은 절벽으로 되어 있어, 최근 국도 269호 등 도로가 정비되기 전에는 육지의 고립된 섬이었다.
정내의 대부분은 해발 200~500m에 위치하고 있으며, 산간 분지에 마을이 산재되어 있다.
또한 오스미 해협을 흐르는 흑조의 영향으로 고온다습한 기후로 아열대성 식물이 많이 발견되며, 사쓰마번의 약원인 사타큐야 공원에서는 열대식물이 재배되어 약용 및 식용으로 사용되었다.

## 역사
사타 정내 전역에 걸쳐 조몬 후기, 야요이 후기의 토기와 석기가 발견되고 있다. 
메이지에 들어와 폐번치현에 의해 1871년(메이지 4년) 7월에 가고시마현에 속하게 되었으나, 같은 해 11월에 가고시마현에서 분할되어 도성현에 속하게 되었고, 1873년(메이지 6년)에 다시 가고시마현에 편입되었다. 
- 1889년 4월 1일 - 정촌제 시행에 수반해 사타촌이 성립하였다.
- 1947년 9월 1일 - 사타촌이 정으로 승격해 사타정이 되었다.
- 2005년 3월 31일 - 사타정, 네지메정과 대등합병해, 미나미오스미정이 성립하였다.

## 교통

### 도로
- 국도 269호선

## 참고 문헌
- 角川日本地名大辞典編纂委員会,『角川日本地名大辞典 鹿児島県』1983, 角川書店